# Ferdinand Thiergarten

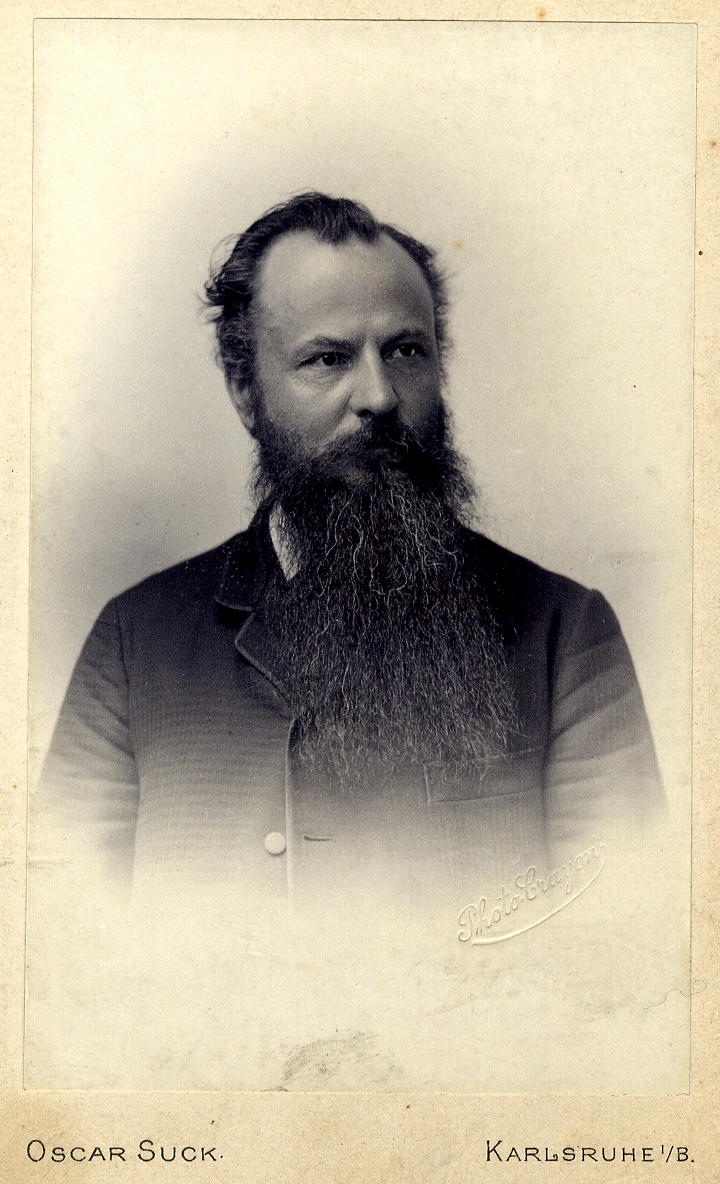
Ferdinand Thiergarten (1892)

Ferdinand Wilhelm Thiergarten (* 22. Januar 1847 in Lahr; † 14. Mai 1919 in Karlsruhe) war ein Buchdruckereibesitzer und Verleger. Er war Herausgeber der Badischen Presse, die unter seiner Leitung zur bedeutendsten und auflagenstärksten Tageszeitung in Karlsruhe und ganz Baden wurde.

## Werdegang

### Kindheit
Ferdinand Thiergarten wuchs als ältestes Kind von Ferdinand Thiergarten sen. (1819–1879) und dessen Frau Karoline Hetzel (1818–1876) in Lahr (Ortenau) auf. Der Familienname leitet sich vom Lahrer Gewann Thiergarten ab, in dem Ferdinand Thiergartens Vater 1819 als Findelkind gefunden wurde. Die mütterliche Familie Hetzel stammte aus dem Elsass. Der Vater Ferdinand Thiergarten sen. arbeitete als Kammmacher sowie Laufbursche der Druckerei Ernst Kaufmann. Die Familie mit insgesamt neun Kindern lebte in ärmlichen Verhältnissen.

### Ausbildung
Nach dem Besuch der Volksschule begann Ferdinand Thiergarten mit 14 Jahren eine Lehre als Schriftsetzer im nationalliberal ausgerichteten Verlag Moritz Schauenburg in Lahr. In den Abendstunden besuchte er eine Gewerbeschule und bildete sich durch Selbststudium weiter. Seine Gesellenzeit führte Ferdinand Thiergarten in verschiedene Druckereien in Deutschland und Österreich. 1867 war er Akzidenzdrucker in der Freiburger Universitätsdruckerei H.M.Poppen & Sohn sowie in der Herderschen Druckerei. Ab 1868 arbeitete er bei der Druckerei Flatz in Bregenz und Feldkirch (Vorarlberg). 1873 ging er nach Dortmund in die Setzerei Karl Wöhrle. Dort scheiterte Ferdinand Thiergartens Versuch zur Gründung eines Arbeiterbildungsvereins spektakulär am Widerstand von Sozialdemokraten, die eine von ihm einberufene Versammlung stürmten.

### Druckereibesitzer in Freiburg
Am 25. Oktober 1874 gründete Ferdinand Thiergarten in Freiburg seine erste eigene Druckerei, die anfangs wirtschaftlich schwer zu kämpfen hatte. 1880 übernahm er das der Stadt gehörende Freiburger Tagblatt, aus dem er in sechs Jahren ein „blühendes und ertragreiches Unternehmen“ machte. 1885 bezog die Druckerei Thiergarten das Haus Salzstraße 33. Am Hauseingang erinnert heute noch ein Relief des Buchdruck-Erfinders Johannes Gutenberg an die Druckerei.

### Verleger der Badischen Presse
1889 wurde Ferdinand Thiergarten Teilhaber der Karlsruher Tageszeitung Badische Presse. Das von dem Geschäftsmann Carl Raupp gegründete liberale Blatt war finanziell schwer angeschlagen. Nachdem Thiergarten am 1. März 1891 Alleininhaber geworden war, erholte es sich rasch. 1893 gelang es dem Verleger, den aus Barmen (heute Wuppertal) stammenden Journalisten und Schriftsteller Albert Herzog (1867–1955) als Chefredakteur zu gewinnen, was zum Erfolg der Zeitung beitrug. Die Auflage stieg von 11.000 Exemplaren im Jahr 1890 bis auf über 50.000 Exemplare während des Ersten Weltkriegs. Ab März 1895 erschien die Badische Presse mit einer Mittags- und Abendausgabe. 1903 wurde sie die Tageszeitung mit der größten Auflage und Verbreitung in Baden. Diese Stellung hielt sie bis zum Ende der Weimarer Republik. Auch technisch war Ferdinand Thiergarten innovativ. Bereits 1898 führte er moderne Setzmaschinen ein und später 16- und 32-seitige Rotationsmaschinen.
Der Verlag Ferdinand Thiergarten veröffentlichte außer der Badischen Presse auch Verbands- und Anzeigenblätter wie die Badische Baugewerkszeitung oder den Gartenfreund. Auch praktische Ratgeber wurden hier gedruckt sowie Publikationen mit eher linker bzw. linksliberaler Ausrichtung. Die Druckerei befand sich anfangs in der Karlstraße 27, ab 1895 in der Lammstraße 1b/Zirkel 23. Pressehaus und Druckerei erfuhren bis zu Ferdinand Thiergartens Tod mehrfach grundlegende bauliche Veränderungen.
Durch den vorzeitigen Tod seines einzigen Sohnes, des technischen Direktors und Prokuristen Alfred Thiergarten, im Jahr 1916 musste Ferdinand Thiergarten das Unternehmen durch die schwierigen Kriegsjahre mit Papierknappheit und Anzeigenrückgang alleine weiterführen. Er starb mit 72 Jahren an den Folgen eines Schlaganfalls. Nachfolger und Geschäftsführer des Verlages wurde 1920 sein Enkel Bruno Thiergarten-Schultz (1896–1957).

### Ämter
Ferdinand Thiergarten war von 1902 bis 1918 Stadtverordneter im Bürgerausschuss von Karlsruhe. Er hatte außerdem Ehrenämter in verschiedenen Buchdruckerei-Organisationen sowie im Arbeiterbildungsverein inne. Der Verleger war auch Mitglied des Karlsruher Männerturnvereins.

### Privates
Ferdinand Thiergarten war mit Emma Tschira (1853–1920) verheiratet, der Stieftochter des 1848er-Revolutionärs und Bürgermeisters von Lahr Wilhelm Schubert (1813–1893). Seinem Mentor widmete Thiergarten auf dem Lahrer Schutterlindenberg im Jahr 1906 ein Denkmal.
1893 unternahm Ferdinand Thiergarten eine zweimonatige Reise in die USA. Schwerpunkt war die Weltausstellung in Chicago (World’s Columbian Exposition). Er besuchte auch andere Städte wie New York und Washington, wo er vom amerikanischen Präsidenten Grover Cleveland empfangen wurde. Über seine Amerikareise verfasste Ferdinand Thiergarten das Buch „Von Karlsruhe nach Chicago“.
Ferdinand Thiergarten war Mitglied der Freiburger Freimaurerloge „Zur Edlen Aussicht“. Im Jahr 1914 wurde er zum Ehrenmeister der Loge ernannt.
In seiner Freizeit widmete sich der Verleger der Insektenforschung, dem Wandern und Bergsteigen. Mit 55 Jahren bestieg er noch den Mont Blanc.

## Schriften
- Ferdinand Thiergarten: Von Karlsruhe nach Chicago. Reiseskizzen und Plaudereien von der Weltausstellung. Karlsruhe 1894.
- Ferdinand Thiergarten: Wilhelm Schubert 1813–1893, Gedenkschrift zu der feierlichen Eröffnung der Wilhelm-Schubert-Anlage mit Aussichts-Pavillon auf dem Schutterlindenberg bei Lahr, 17. Juni 1906. Karlsruhe 1906.